# Dolichopeza nitidirostris
Dolichopeza nitidirostris är en tvåvingeart som först beskrevs av Edwards 1916.  Dolichopeza nitidirostris ingår i släktet Dolichopeza och familjen storharkrankar. Inga underarter finns listade i Catalogue of Life.